# Munkács
Munkács (ukránul Мукачево [Mukacsevo] (hivatalosan) vagy Мукачеве [Mukacseve] vagy Мукачів [Mukacsiv], ruszinul Мукачово [Mukacsovo], oroszul: Мукачево [Mukacsevo], szlovákul: Mukačevo, németül Munkatsch vagy Munkatz, lengyelül: Mukaczewo, románul Munceag vagy Muncaci, jiddis: מונקאטש  Minkács) területi jelentőségű város Ukrajnában, Kárpátalján. Lakossága 2015-ben 86  257 fő volt. Munkács Kárpátalja központi részén terül el az Északkeleti-Kárpátok aljában, az Alföld és a hegyvidék találkozásánál. Gazdasági potenciálja, továbbá a lakosságszáma szerint a megye második legnagyobb városának számít. Ungvártól 42 km-re délkeletre, a Latorca partján fekszik. A város határában ömlik a Latorcába a Viznice.

## Történelem
Neve a régi magyar Muncas személynévből való, melynek eredete a munka főnév.
| Időszak     | Ország                   |
| ----------- | ------------------------ |
| 1026 - 1699 | Magyar Királyság         |
| 1699 – 1867 | Habsburg Birodalom       |
| 1867 – 1918 | Osztrák–Magyar Monarchia |
| 1918 – 1938 | Csehszlovákia            |
| 1938 – 1944 | Magyar Királyság         |
| 1944 – 1991 | Szovjetunió              |
| 1991-től    | Ukrajna                  |

Már az őskorban lakott hely, a Kis-hegyen és a Galis-hegyen neolit, a Tupcsa-hegyen kora vaskori település nyomaira bukkantak, melyet földsánc is övezett. A Galis- és a Lovaska-hegy között kelta település maradványai kerültek elő. A vár környékét már a 6. században szlávok lakták.
Várát a monda szerint Álmos vezér építtette, és a hegyeken való vesződséges átkelés emlékére kapta mai nevét. Először 1064-ben említik. 1138-ban Muncas néven említik először.  1085-ben Szent László király itt verte le a Salamonnal szövetséges kunokat. 1241-ben a tatárok teljesen elpusztították, ezután IV. Béla német hospeseket (vendégtelepeseket) telepített le.
Nagy Lajos románokat telepített ide, majd helyüket 1359-ben ruténok foglalták el. Ekkor épült újjá a kun és tatár pusztítások után a vár is. 1378-ban kiváltságokat és városi rangot, 1427-ben vásártartási jogot kapott. 1445-ben Hunyadi Jánosé lett, aki szabad várossá tette. A város részt vett az 1514-es parasztháborúban, emiatt kiváltságait elvesztette.

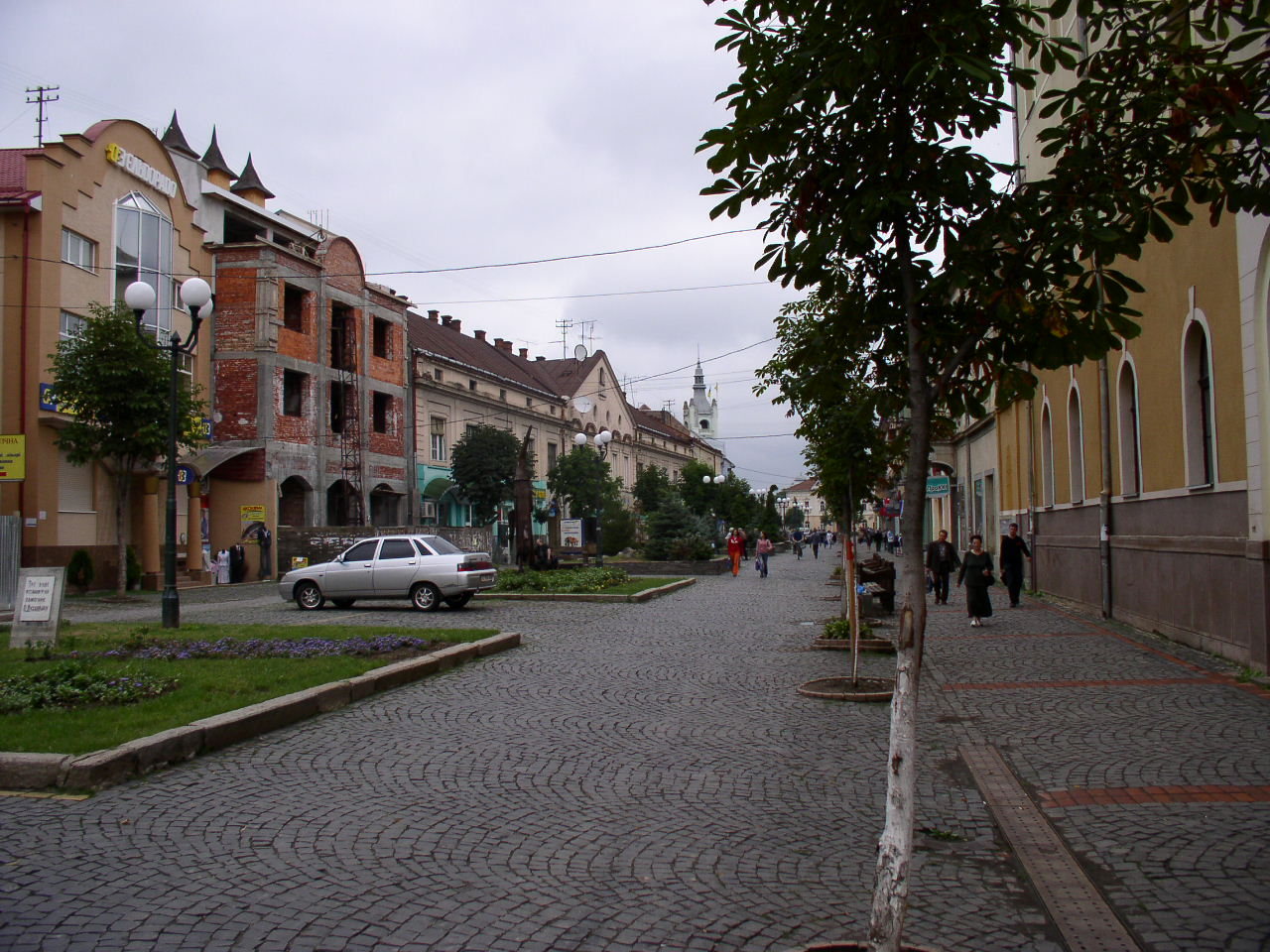
Utcakép

A 16. és 17. században az Erdélyi Fejedelemséghez tartozott. 1657-ben a lengyelek a várost feldúlták, de a várat nem merték ostromolni, majd a tatárok égették fel a várost. 1672-ben Zrínyi Ilona gyermekeivel ide vonult vissza, melyet a felkelők ostromoltak, végül Thököly Imre házassággal szerezte meg, melyet itt tartottak 1682. június 15-én. Thököly veresége után Zrínyi Ilona 1686-tól 1688. január 18-ig tartotta a várat a császáriakkal szemben.
A Rákóczi-szabadságharc kezdetén, 1703. június 24-én II. Rákóczi Ferenc Munkács mellett szenvedte el első vereségét, ahol élete is súlyos veszélyben forgott. A vár csak 1704. február 16-án került kuruc kézre. A fejedelem Vay Ádámot nevezte ki főkapitánnyá, majd a francia Damoiseau hadmérnök brigadérossal korszerű erődítménnyé építtette ki a hármas tagolású, alsó-, közép- és felsővárból álló objektumot. Rákóczi – midőn 1711. február végén Lengyelországba távozott – Sennyey Istvánra bízta családi várának védelmét, aki 1711. június 24-én utolsóként, jóval a szatmári békekötés után kapitulált Pálffy János császári főparancsnok előtt.

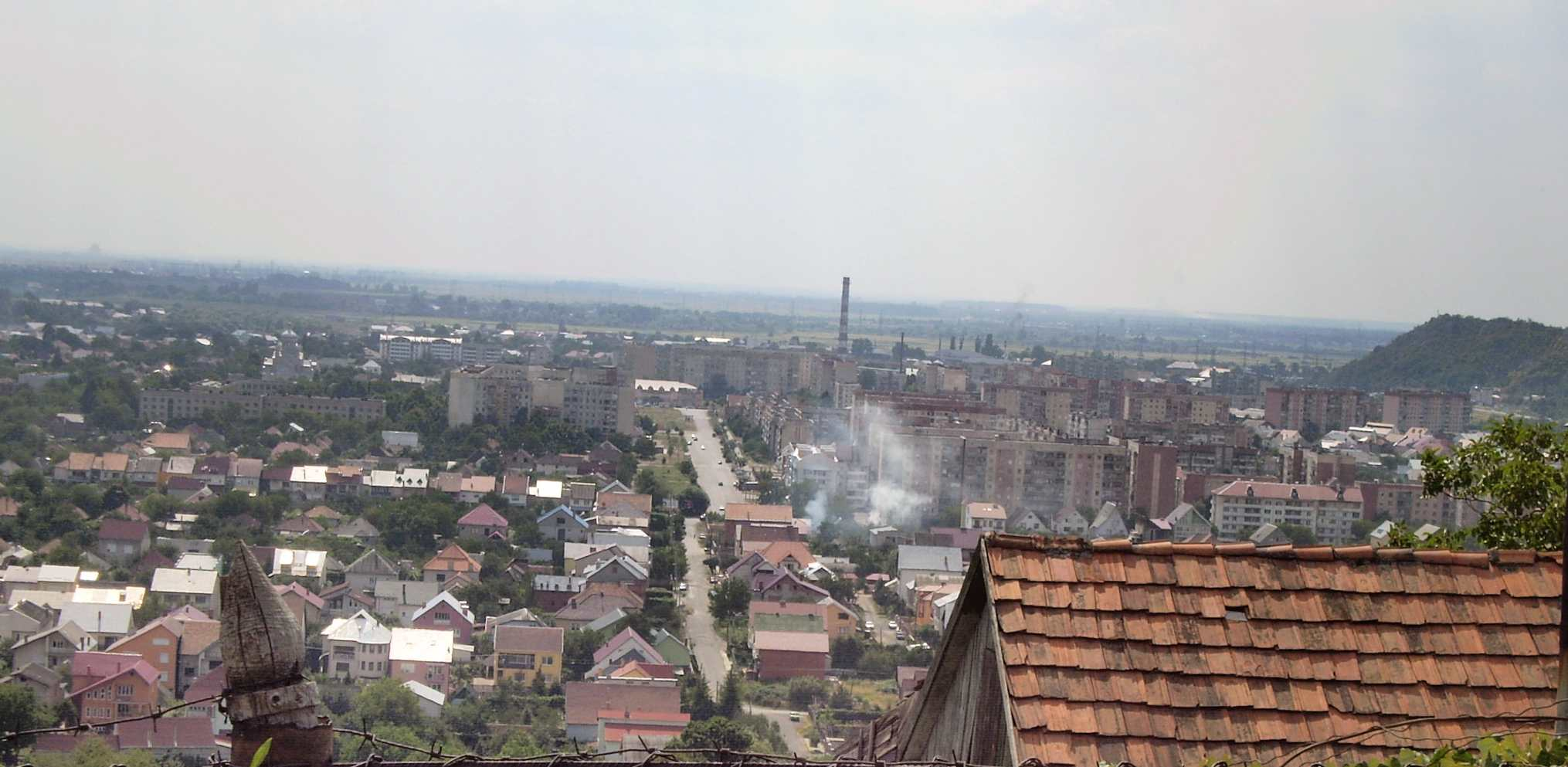
Az északi lakótelep

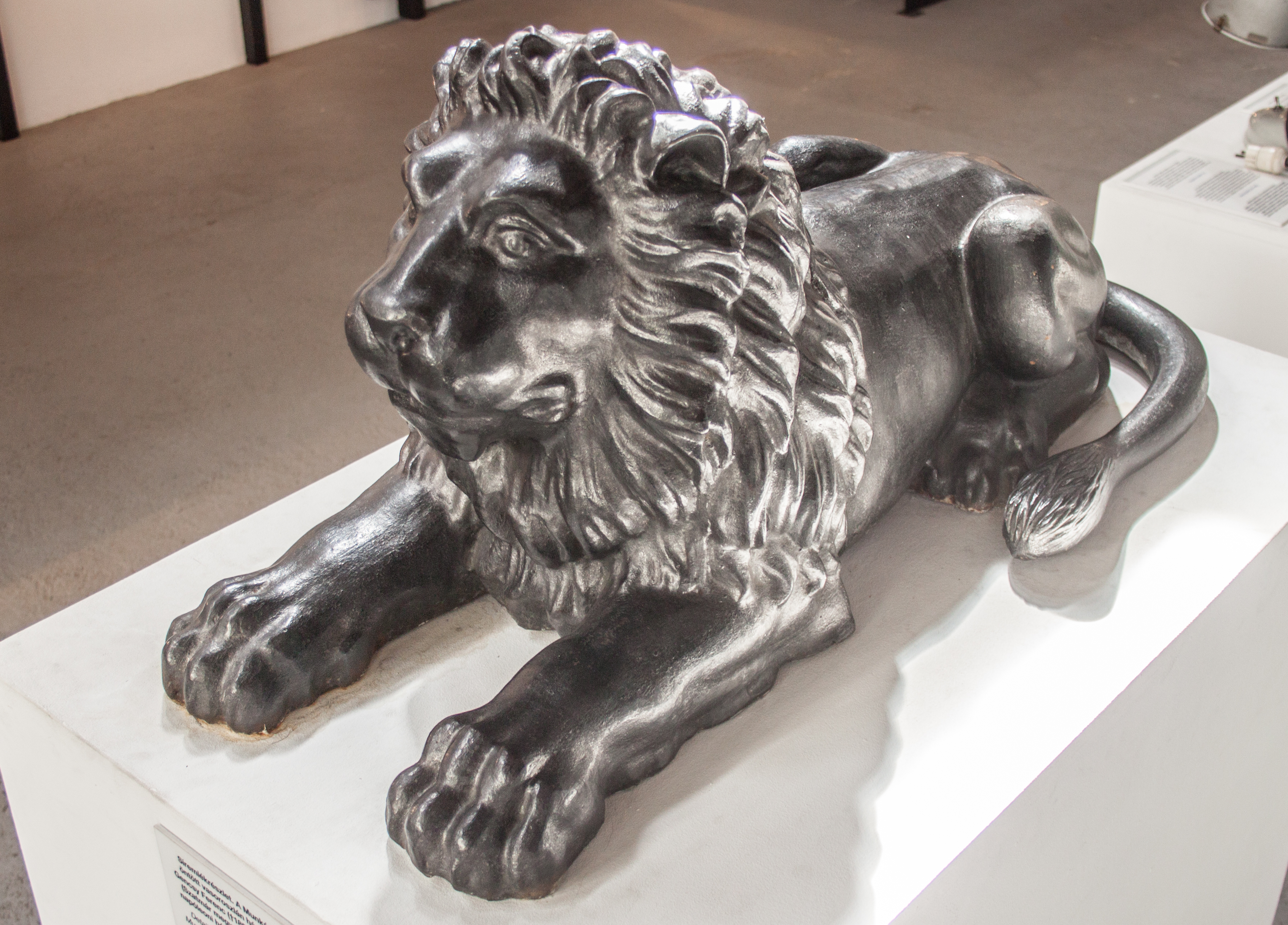
Öntöttvas oroszlán, a munkácsi vasgyár terméke 1851-ből

A vár ezt követően börtönként szolgált. 1834. július 27-én gondatlanság miatt keletkezett tűzvész martaléka lett. 1849. április 22-én (Podhering, Őrhegyalja) nevű külvárosánál győztes csata zajlott, melyre az 1901-ben felállított obeliszk emlékeztet. 1896-ban az északi bástyán 38 m magas piramison turulmadár-szobrot állítottak fel, melyet a csehek 1918-ban leromboltak.
A trianoni békeszerződésig, majd 1938 novemberétől 1944-ig ismét Bereg vármegye Munkácsi járásának székhelye volt. 1939. január 6-án cseh támadás érte Oroszvég felől, amelyet a város kis létszámú védői hősiesen visszavertek. A szovjet csapatok 1944. október 24-én foglalták el.

### A második világháború után
1919-ben, miután az amerikaiak és ruszinok megállapodtak Tomáš Masarykkal Kárpátalja Csehszlovákiához való csatolásáról, a terület egészét csehszlovák csapatok szállták meg. 1920. június 4-én Munkács hivatalosan Csehszlovákia része lett a trianoni békeszerződéssel. 1938 novemberében az egykori Magyar Királyság területének egy darabját az első bécsi döntés részeként Magyarország visszacsatolta. Az új hatóságok késedelem nélkül elrendelték az összes magyar állampolgársággal nem rendelkező zsidó kiutasítását. Ennek következtében az immár magyar ellenőrzés alatt álló Kárpátalján régóta élő lengyel és orosz zsidókat, valamint Munkácsról is, továbbá az állampolgárságukat igazolni nem tudó őshonos zsidókat deportálták az ukrán határon túlra, ahol átadták őket a Friedrich Jeckeln vezette német Einsatzgruppe kommandónak. 1941. augusztus 27-én és 28-án a németek mindannyiukat meggyilkolták a Kamianets-Podilskyi mészárlásban. 1941-ben Munkács lakosságának még így is jelentős zsidó része volt, mígnem 1944-ben a náci német Eichmann-kommandó az összes zsidót Auschwitzba deportálta. Ők voltak az utolsó európai zsidó közösség, amelyik a holokauszt áldozatául esett.
1944 végén a Vörös Hadsereg megrohamozta Kárpátalját. A területet először az újjáalakult Csehszlovákiának adták, majd a két ország közötti szerződéssel a Szovjetunió része lett, később, 1945-ben. A Szovjetunió megkezdte a magyar lakosság kitelepítésének politikáját. A várost 1945-ben átengedték az Ukrán SZSZK-nak (ma Ukrajna). Munkács 2002 óta a Kárpátalját magában foglaló római katolikus egyházmegye székhelye.

### Leírások

#### Magyar Országnak Leírása (Vályi András, 1796)
Vályi András „Magyar Országnak Leírása” (1796) című művében az alábbiakat írja a településről:
"MUNKÁTS. Munkacsinum. Nevezetes Vár, és népes Város Bereg Vármegyében, földes Ura Gróf Schönborn Uraság, lakosai katolikusok, ó hitűek, és reformátusok, fekszik Ungvárhoz négy mértföldnyire. Nevezetesíti e’ helyet a’ Hunnusoknak itten lett meg állapodások; negyven napig tartott nyugodalmok után oszlottak vala el innen a’ körűl lévő vidékekre. Építtette e’ hajdan nevezetes Várat Hertzeg Keriatovich Theodor Lajos Királynak engedelmével 1360dik esztendőben, a’ ki birtokából ki küszöböltetvén, a’ magyar Királyhoz folyamodott, ’s emlékezetűl e’ nagy munkával készűlt Várat hagyta maga után. A’ Vár egy térségén fel emelkedett kősziklára építtetett, ’s három erősségekkel, és a’ kősziklába vájott bástyákkal nevezetesíttetett. Meg halálozván az említett orosz Hertzeg, a’ ki Munkátson egy Baziliták görög Klastromát is fundált, Apátúrsággal egyetemben, Hitvese pedig Sz. Basilius rendgyét követő Apátzák Klastromát, ’s a’ Várost is kőfallal körűl véteté; ismét a’ Koronához viszsza kaptsoltatott az egész Uradalom, melly hajdan sokkal nevezetesebb vala, és a’ Királynékat is illette. Annakutánna 1422dikben el tseréltetett vala György Rátzok Vájdájának Belgrádért, a’ ki nagyobb bátorságnak okáért Zsigmond Királyhoz folyamodott, ’s érette még több jószágokat nyert; mellynek oka az vala, hogy a’ Vajdát a’ Király e’ szívesség által jobban le kötelezhesse, és az Országot is az Ozmanok ellen hathatósabban meg erőssítse. A’ szerentsétlen Mohátsi veszedelem után Zápolya János foglalta el nagy vidékkel, és számos Városokkal. Öregbíttetett e’ Várnak erőssége az Erdélyi Fejedelem által 1628dikban. Leg nevezetesebb leve 1706dikban, midőn Rákotzy Ferentz az újjabb erősségekhez, újjab sántzokat készíttetett ’s Latortza vizét is a’ Vár alá vezettette, melly által majd győzhetetlen Várnak tartatott. Nevezetes ostromot szenyvedett e’ Vár 1567dikben, midőn Svendi Lázár által szerentsésen meg hódoltatott, de annakutánna nem sokára ismét a’ magyaroknak hatalmokba jutott. Annakutánna menedék helye vala I. Rákotzy Ferentznek, ’s Tököly Imrének is, a’ kik kintseiket e’ Várba viteték, mint leg bátorságosabb helyre. Hitvese is ide vonta vala magát katonáival, és a’ Várat a’ Tsászáriak ellen igen példás vitézséggel oltalmazták. Kénteleníttetett a’ meg hódolásra 1687dikben, ’s a’ Hertzegi méltóságnak jelei is Káprára Tsászári Vezérnek kezére kerűltek. Ide érkezett vala IIdik Rákótzy Ferentz Lengyel Országból 1703dikban, és innen terjeszté hadi mozdúlásait bellyebb a’ Hazába. Végre 1711dikben ismét a’ Tsászárnak hatalmába jutott; külömbféle épűletei az előtt igen pompásak voltak, mellyek az időnek viszontagságai által már ma éppen külömbözők. Ide zárattatott vala a’ híres Vitéz G. Kohári Tökölyi által, ’s a’ Munkátsi tömlötzöt súllyos rabsága nevezetesíti, valamint a’ Várat az a’ mély kút, melly 50 ölnyi mélységűnek állíttatik. A’ mi a’ Várost illeti, ez szép virágzással öregbíttetik, ’s az ó hitű egyesűlt Püspöknek lakó helye, holott Káptalan, és papi Seminárium is van, ’s e’ Városnak nem kevés előmenetelt okoznak. Hajdani igen régi kőkerítésének már ma nyoma sintsen, valamint az Apátzák, és Dominikánusok Klastromai is el enyésztek. Nevezetesíttetik ellenben a’ Szentegyházak, és reformátusok Templomjok által. Nem kevéssé díszesíti e’ 641Várost a’ Püspöki Kastély a’ káptalanbéli Uraknak házaik, a’ Seminarium, a’ Fábrika, ’s az Uraságnak épűlete, a’ Só ház, és Harmintzadó ’s a’ t. Emlékezetet kíván a’ földes Uraságnak az a’ jó gondoskodása is, melly szerént 1782dikben Latortza vizén egy 6 ölnyi szélességű, és 110 ölnyi hoszszaságú hídat készíttete.
Vidékje a’ Városnak igen kies, levegője jó, ’s a’ külömbféle szőlő hegyek által nagyon eleveníttetik. Magos hegy erdői is igen tágasak, és a’ makkoltatásra alkalmatosak, szántó földgyeinek némelly része soványas, de leg inkább jól termő, ’s mindent meg terem, fája mind a’ két féle elegendő, borai nevezetesek, és jok, legelője valamennyire szoross, piatza helyben van."

## Népessége
Az 1910. évi népszámlálás szerint 17 275 lakosából 12 686 fő (73,44%) magyar, 3078 fő (17,82%) német és 1394 fő (8,07%) ruszin nemzetiségűnek vallotta magát. A vallás szerinti megoszlást tekintve 7675 fő (44,43%) izraelita, 4081 fő (23,62%) görögkatolikus, 3526 fő (20,41%) római katolikus, 1771 fő (10,25%) református és 190 fő (1,1%) evangélikus volt.
2001-ben 81 600 lakosából 62 900 (77,1%) ukrán, 7300 (9%) orosz, 6900 (8,5%) magyar és 1100 (1,34%) cigány volt.

### Vallás
Itt található a Munkácsi római katolikus egyházmegye székhelye; székesegyháza a Tours-i Szent Márton-székesegyház.

## Önkormányzat és közigazgatás

### Polgármesterek
- 2003–2007 Vaszil Vasziljovics Petyovka(wd)
- 2008–2015 Lengyel Zoltán (Egységes Közép)
- 2015– Andrij Viktorovics Baloha (Egységes Közép)

## Közlekedés
Munkács vasútállomás a Csap–Bátyú–Munkács–Lviv-vasútvonal (mely az 5. páneurópai közlekedési folyosó részét képezi) vasútállomása. Ukrajna számára stratégiai jelentőségű, mivel ez biztosítja a nyugati kapcsolatot, és a kelet–nyugati tranzitszállítások 60%-a is itt bonyolódik. A vonal Bátyú–Munkács közti szakaszát a Magyar Északkeleti Vasút (államosítva 1890-ben) építtette 1872-ben. A Munkács–Volóc–országhatár közti szakaszát a Magyar (Királyi) Államvasutak (MÁV) építtette 1887-ben.

## Látnivalók

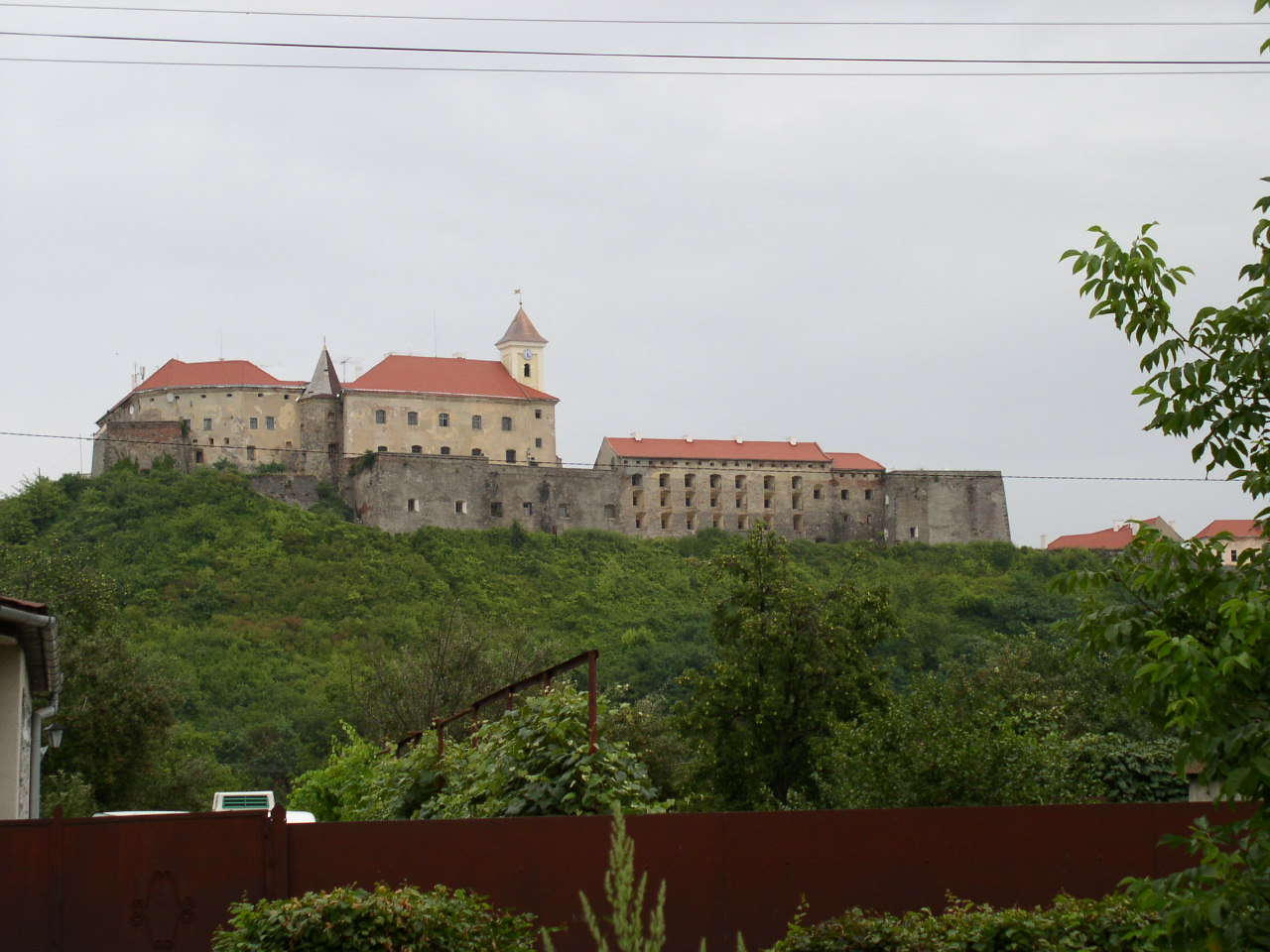
A munkácsi vár

- A város feletti Várhegyen állnak Munkács várának tekintélyes maradványai.
- A város nevezetessége a 17. századi Rákóczi-kastély a „Fejér-ház”, mely a 18. században kapta mai alakját. Vendége volt egykor II. József és Ferenc József is.
- Római katolikus temploma 14. századi, melynek hajóját 1904-ben a Műemlékek Országos Bizottsága engedélyével lebontották, hogy helyette új, nagyobb befogadóképességű templomot építsenek. Fennmaradt a régi templom gótikus szentélye.
- Új római katolikus temploma 1904–1905-ben épült, Czigler Győző tervei alapján.
- A Klastromalján található Csernek-hegyi Szent Miklós görögkatolikus kolostor elődje egy 11. században I. András feleségével együtt Kijevből jött ortodox szerzetesek által alapított barlangkolostor volt. A mai kolostort 1360-ban alapították, a 15. század végén elpusztult, de 1551-re újjáépült. A templom 1789 és 1804 között, a kolostor 1766 és 1772 között épült ki, ma ortodox apácazárda, ortodox püspöki székhely Kárpátalja leggazdagabb könyvtárával.
- A Szent József-kápolna a 14. századi Szent Márton-templom 15. századból fennmaradt szentélye, mai alakját 1908-ban nyerte el, Sztehló Ottó tervei alapján. 1976-ban restaurálták.
- Református temploma 1795-ben épült, tornya 1814-ben lett kész.
- A Városháza 1899 és 1901 között épült szecessziós stílusban.

## Ismert személyek
- Itt született a 17. században Biletzky Ferenc magyar jezsuita rendi tanár
- Itt született 1832-ben Rombauer Gyula Róbert magyar honvéd; ezredes az amerikai polgárháborúban
- Itt született 1833. május 9-én Rombauer E. Roderick magyar honvéd; kapitány az amerikai polgárháborúban
- Itt született 1837-ben Rombauer Roland lovaskapitány az amerikai polgárháborúban
- Itt született 1838. augusztus 20-án Rombauer Rafael Guidó az amerikai polgárháború tüzérőrnagya
- Itt született 1844. február 20-án Munkácsy Mihály festőművész, a szülőház helyén álló házon emléktábla.
- Itt született 1872. november 15-én Huszár Vilmos (Huszerl Márk) irodalomtörténész, műfordító.
- Itt született Neuber Ede (1882–1946) orvos, bőrgyógyász, higiénikus, az MTA tagja (más források szerint születési helye a közeli Várpalánka).
- Itt született 1883. március 3-án Csortos Gyula színművész.
- Itt született 1895-ben Uray Tivadar színművész.
- Itt született 1895. július 4-én R. Vozáry Aladár kárpátaljai magyar újságíró, lapszerkesztő, nemzetiségi politikus, kormányfőtanácsos, budapesti országgyűlési képviselő († 1959)
- Itt született 1905-ben Mátrai Gyula építész.
- Itt született 1947-ben Stumpf Benedek András († Budapest, 2009)
- Itt született 1960. július 22-én Matl Péter szobrász.
- Itt élt 1855-től haláláig Lehoczky Tivadar régész, történész.
- Itt halt meg 1680. június 14-én Báthory Zsófia, II. Rákóczi György erdélyi fejedelem özvegye.
- Itt nyugszik Siegmeth Károly gépészmérnök, földrajzi író, a hazai természetjárás és barlangkutatás nagy egyénisége († 1912).
- Itt született 1929. szeptember 3-án Ráža Ludvík († Prága 2000. október 4.) cseh filmrendező.
- Itt született 1942-ben Varga István labdarúgó.
- Itt él és alkot Balogh József (1944–) festőművész
- Itt született 1932. december 7-én Szikura József (Йосип Йосипович Сікура) botanikus professzor, a II. Rákóczi Ferenc Kárpátaljai Magyar Főiskola néhai rektora
- Itt született 1974. március 26-án Lucsok Péter Miklós, domonkos szerzetes, a Munkácsi római katolikus egyházmegye segédpüspöke

## Testvértelepülések
| - Mátészalka, Magyarország - Nyírmeggyes, Magyarország - Eger, Magyarország - Kisvárda, Magyarország - Mielec, Lengyelország - Eperjes, Szlovákia - Homonna, Szlovákia | - Szabadka, Szerbia - Zenta, Szerbia - Harcizk, Ukrajna - Vuhledar, Ukrajna - Kolomija, Ukrajna - Celldömölk, Magyarország |

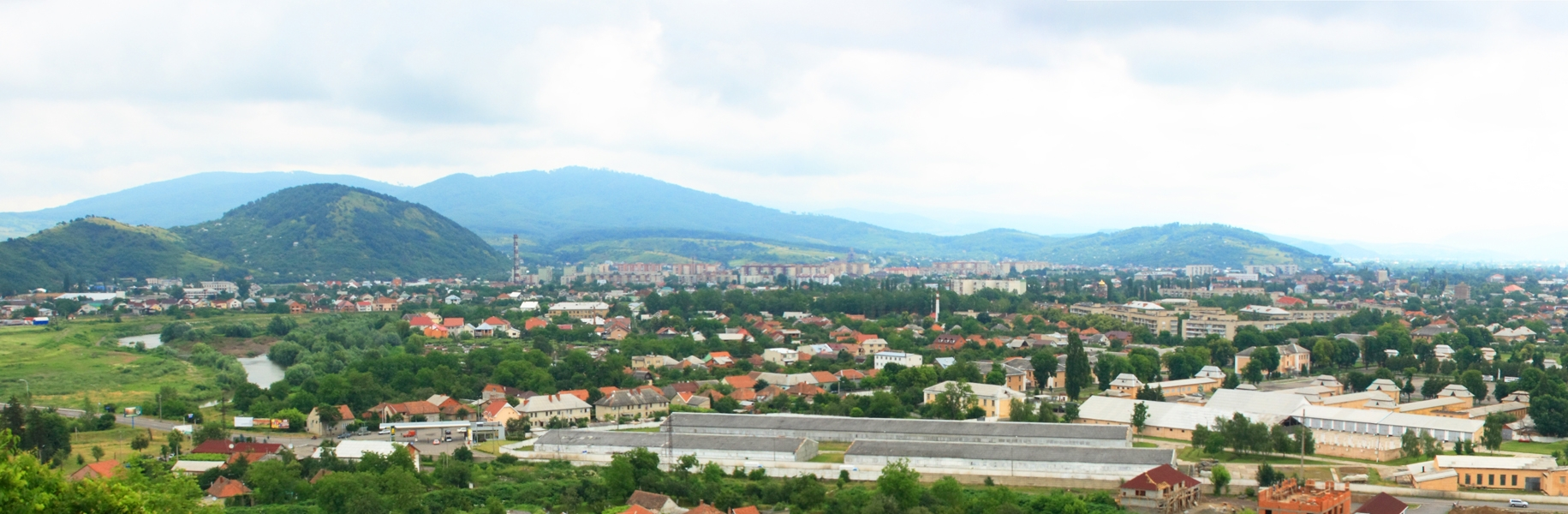
Munkács látképe a várhegyről